# 3C 58
3C58 oder 3C 58 ist ein Pulsar (mit der Bezeichnung PSR J0205+6449) und ein Supernovaüberrest (Pulsarwindnebel) in der Milchstraße, welcher möglicherweise mit der Supernova 1181 verbunden ist. Jedoch gibt es Hinweise auf ein Alter von mehreren tausend Jahren, was einen Zusammenhang mit der Supernova ausschließen würde.
3C 58 fällt durch seine hohe Kühlungsrate auf, die nicht den Standardtheorien über die Entstehung von Neutronensternen entspricht. Laut einer Hypothese wird angenommen, dass extreme Bedingungen im Inneren des Sterns einen hohen Neutrinofluss verursachen, welcher die Energie davonträgt und den Stern kühlt.
Der Pulsar befindet sich in der Richtung des Sternbilds Kassiopeia und ist etwa 10.000 Lichtjahre entfernt. Seine Rotationsperiode beträgt 65,7 Millisekunden.
3C 58 könnte ein Quarkstern sein.